# سعید آذری
سعید آذری (زادهٔ ۱ فروردین ۱۳۴۷ در تبریز)  مدیرعامل  سابق باشگاه های فوتبال ذوب آهن، تراکتور و فولاد خوزستان  در ایران است. وی در گذشته به عنوان وزنه‌بردار و همچنین مربی وزنه‌برداری فعالیت می‌کرده‌است.وی‌ یکی از اصلی ترین گزینه ها برای میز مدیریت باشگاه استقلال و مدیر اسبق این تیم (علی‌ نظری‌ جویباری)است.

## وزنه‌برداری
آذری در دوران نوجوانی به وزنه‌برداری روی آورد و سال‌ها به عنوان وزنه‌بردار فعالیت کرد. وی در رده‌های مختلف سنی (نوجوانان، جوانان و بزرگسالان) مدال‌های مختلفی در مسابقات داخلی و بین‌المللی نیز کسب کرده‌است. او در رده‌های سنی مختلف در تیم ملی وزنه‌برداری حضور داشته‌است. آذری در وزنه‌برداری دو بار موفق به ارتقای رکوردهای ایران و آسیا شده‌است.
سعید آذری به عنوان مربی در عرصهٔ باشگاهی و ملی فعالیت کرده‌است. او مدتی مربی‌گری وزنه‌برداری ذوب‌آهن را بر عهده داشته‌است. وی همچنین در تیم‌های دانشگاه اصفهان و منتخب اصفهان به عنوان مربی حضور داشته‌است.
آذری همچنین سابقهٔ مربی‌گری تیم ملی وزنه‌برداری ایران را دارد که پس از آنکه جهت تصدی پست مدیرعاملی در باشگاه ذوب‌آهن در نظرگرفته شد، از این سمت کناره‌گیری کرد و دوران مدیریت ورزشی خود را آغاز نمود.
وی در سال ۱۳۹۳ به عنوان رئیس هیئت وزنه‌برداری استان اصفهان انتخاب شد.

## مدیریت
آذری در سال ۱۳۸۳ به عنوان مدیرعامل باشگاه ذوب‌آهن اصفهان انتخاب شد. وی از سال ۱۳۸۳ تا سال ۱۳۸۸ در طی یک دورهٔ ۵ ساله مدیرعاملی این باشگاه را برعهده داشته‌است.
او پس از آن در سال ۱۳۸۹ به عنوان مدیرعامل باشگاه نساجی مازندران انتخاب شد و تا سال ۱۳۹۰ مدیرعاملی این باشگاه را بر عهده داشت. وی همچنین در سال ۱۳۹۰ برای مدتی به عنوان مدیرعامل باشگاه استیل‌آذین فعالیت کرده‌است.
آذری در سال ۱۳۹۲ برای دومین بار به عنوان مدیرعامل باشگاه ذوب‌آهن اصفهان انتخاب شد و تا سال ۱۳۹۸ در این باشگاه فعالیت می‌کرد.
او پس از سال ۱۳۹۸ مدیر عامل تراکتور شد و سال ۱۳۹۹ از این تیم جدا شد و به فولاد شروع به مدیریت کرد  
در دوران مدیریت وی، باشگاه فوتبال ذوب‌آهن موفق به کسب مقام قهرمانی در جام حذفی ۸۸–۱۳۸۷، جام حذفی ۹۴–۱۳۹۳، جام حذفی ۹۵–۱۳۹۴، سوپر جام ۱۳۹۵ و نایب قهرمانی در لیگ برتر ۸۴–۱۳۸۳، لیگ برتر ۸۸–۱۳۸۷ و لیگ برتر ۹۷–۱۳۹۶ نیز شده‌است.
وی در ۱۳ شهریور ۱۳۹۹ به عنوان مدیرعامل باشگاه فولاد خوزستان انتخاب شد.
در دوران مدیریت وی، فولاد موفق به کسب عنوان قهرمانی در جام حذفی ۱۴۰۰–۱۳۹۹ شد.

## تحصیلات
- کارشناسی تربیت بدنی و علوم ورزشی (دانشگاه تبریز)
- کارشناسی ارشد تربیت بدنی و علوم ورزشی (دانشگاه آزاد اسلامی خوراسگان)
- دکتری تربیت بدنی و علوم ورزشی (دانشگاه آزاد اسلامی تبریز)

تراکتور سازی تبریز

| باشگاه         | دوران مدیریت |
| -------------- | ------------ |
| ذوب‌آهن اصفهان  | ۱۳۸۸–۱۳۸۳    |
| نساجی مازندران | ۱۳۹۰–۱۳۸۹    |
| استیل‌آذین      | ۱۳۹۰         |
| ذوب‌آهن اصفهان  | ۱۳۹۸–۱۳۹۲    |
| فولاد خوزستان  | ۱۴۰۰–۱۳۹۸    |